# Neuseeländische Cricket-Nationalmannschaft in Simbabwe in der Saison 2015
Die Tour der neuseeländischen Cricket-Nationalmannschaft nach Simbabwe in der Saison 2015 fand vom 2. bis zum 9. August 2015 statt. Die internationale Cricket-Tour war Bestandteil der Internationalen Cricket-Saison 2015 und umfasste drei ODIs und ein Twenty20. Neuseeland gewann die ODI-Serie mit 2–1 und die Twenty20-Serie mit 1–0.

## Vorgeschichte
Simbabwe bestritt zuletzt eine Tour gegen Indien, Neuseeland in England. Das letzte Aufeinandertreffen der beiden Mannschaften bei einer Tour fand in der Saison 2011/12 in Neuseeland statt.

## Stadien
Die folgenden Stadien wurden für die Tour als Austragungsort vorgesehen und am xxxx bekanntgegeben.
| Stadion | Stadt              | Kapazität | Spiele            |
| ------- | ------------------ | --------- | ----------------- |
| Harare  | Harare Sports Club | 10.000    | 1.–3. ODI; 1. T20 |

## Kaderlisten
Neuseeland benannte seinen Kader am 9. Juli 2015.
Simbabwe benannte seinen ODI-Kader am 30. Juli 2015.
| ODI | ODI | Twenty20 | Twenty20 |
| Simbabwe | Neuseeland | Simbabwe | Neuseeland |
| --- | --- | --- | --- |
| - Elton Chigumbura (K) - Regis Chakabva (wk) - Chamu Chibhabha - Graeme Cremer - Craig Ervine - Luke Jongwe - Neville Madziva - Hamilton Masakadza - Christopher Mpofu - John Nyumbu - Tinashe Panyangara - Sikandar Raza - Vusi Sibanda - Prosper Utseya - Sean Williams | - Kane Williamson (K) - Grant Elliott - Martin Guptill - Matt Henry - Tom Latham - Mitchell McClenaghan - Nathan McCullum - Adam Milne - Colin Munro - James Neesham - Luke Ronchi (wk) - Mitchell Santner - Ish Sodhi - Ross Taylor - Ben Wheeler - George Worker | - Elton Chigumbura (K) - Regis Chakabva (wk) - Chamu Chibhabha - Graeme Cremer - Craig Ervine - Luke Jongwe - Hamilton Masakadza - Christopher Mpofu - Taurai Muzarabani - John Nyumbu - Tinashe Panyangara - Sikandar Raza - Prosper Utseya - Malcolm Waller - Sean Williams | - Kane Williamson (K) - Grant Elliott - Martin Guptill - Matt Henry - Tom Latham - Mitchell McClenaghan - Nathan McCullum - Adam Milne - Colin Munro - James Neesham - Luke Ronchi (wk) - Mitchell Santner - Ish Sodhi - Ross Taylor - Ben Wheeler - George Worker |

## One-Day Internationals

### Erstes ODI in Harare
| 2. August Scorecard | Harare | Neuseeland 303-4 (50)          | – | Simbabwe 304-3 (49) |
|                     |        | Simbabwe gewinnt mit 7 Wickets |   |                     |

Während des ersten ODIs spielte die neuseeländische Mannschaft unter ihrem Maori’schen Namen Aotearoa.

### Zweites ODI in Harare
| 4. August Scorecard | Harare | Simbabwe 235-9 (50)               | – | Neuseeland 236-0 (42.2) |
|                     |        | Neuseeland gewinnt mit 10 Wickets |   |                         |

### Drittes ODI in Harare
| 7. August Scorecard | Harare | Neuseeland 273-6 (50)          | – | Simbabwe 235 (47.4) |
|                     |        | Neuseeland gewinnt mit 38 Runs |   |                     |

## Twenty20 in Harare
| 9. August Scorecard | Harare | Neuseeland 198-5 (20)          | – | Simbabwe 118-8 (20) |
|                     |        | Neuseeland gewinnt mit 80 Runs |   |                     |

## Statistiken
Die folgenden Cricketstatistiken wurden bei dieser Tour erzielt.
| ODIs                 | ODIs       | ODIs    | ODIs    | ODIs    | ODIs    | ODIs    | ODIs    | ODIs    |
| Batting              | Batting    | Batting | Batting | Batting | Batting | Batting | Batting | Batting |
| Spieler              | Mannschaft | Spiele  | Innings | Runs    | Average | HS      | 100s    | 50s     |
| -------------------- | ---------- | ------- | ------- | ------- | ------- | ------- | ------- | ------- |
| Kane Williamson      | Neuseeland | 3       | 2       | 187     | 93,50   | 97      | 0       | 2       |
| Craig Ervine         | Simbabwe   | 3       | 3       | 174     | 87,00   | 130*    | 1       | 0       |
| Martin Guptill       | Neuseeland | 3       | 3       | 169     | 84,50   | 116*    | 1       | 0       |
| Hamilton Masakadza   | Simbabwe   | 3       | 3       | 141     | 47,00   | 84      | 0       | 2       |
| Tom Latham           | Neuseeland | 3       | 3       | 140     | 70,00   | 110*    | 1       | 0       |
| Bowling              |            |         |         |         |         |         |         |         |
| Spieler              | Mannschaft | Spiele  | Overs   | Wickets | Average | BBI     | 5W      | 10W     |
| Nathan McCullum      | Neuseeland | 3       | 28      | 5       | 29,40   | 3/62    | 0       | 0       |
| Ish Sodhi            | Neuseeland | 3       | 30      | 5       | 30,00   | 3/38    | 0       | 0       |
| Mitchell McClenaghan | Neuseeland | 3       | 27.4    | 4       | 34,50   | 3/36    | 0       | 0       |
| Graeme Cremer        | Simbabwe   | 3       | 30      | 3       | 50,66   | 3/44    | 0       | 0       |
| John Nyumbu          | Simbabwe   | 1       | 10      | 2       | 26,00   | 2/52    | 0       | 0       |
| Grant Elliott        | Neuseeland | 3       | 14      | 2       | 35,00   | 2/27    | 0       | 0       |
| Tinashe Panyangara   | Simbabwe   | 3       | 25      | 2       | 66,50   | 2/50    | 0       | 0       |

| Twenty20             | Twenty20   | Twenty20 | Twenty20 | Twenty20 | Twenty20 | Twenty20 | Twenty20 | Twenty20 |
| Batting              | Batting    | Batting  | Batting  | Batting  | Batting  | Batting  | Batting  | Batting  |
| Spieler              | Mannschaft | Spiele   | Innings  | Runs     | Average  | HS       | 100s     | 50s      |
| -------------------- | ---------- | -------- | -------- | -------- | -------- | -------- | -------- | -------- |
| George Worker        | Neuseeland | 1        | 1        | 62       | 62,00    | 62       | 0        | 1        |
| Craig Ervine         | Simbabwe   | 1        | 1        | 42       | 42,00    | 42       | 0        | 0        |
| Martin Guptill       | Neuseeland | 1        | 1        | 33       | 33,00    | 33       | 0        | 0        |
| Luke Ronchi          | Neuseeland | 1        | 1        | 29       | 29,00    | 29       | 0        | 0        |
| Colin Munro          | Neuseeland | 1        | 1        | 23       |          | 23*      | 0        | 0        |
| Bowling              |            |          |          |          |          |          |          |          |
| Spieler              | Mannschaft | Spiele   | Overs    | Wickets  | Average  | BBI      | 5W       | 10W      |
| Sean Williams        | Simbabwe   | 1        | 4        | 3        | 9,33     | 3/28     | 0        | 0        |
| Adam Milne           | Neuseeland | 1        | 4        | 2        | 5,00     | 2/10     | 0        | 0        |
| Mitchell McClenaghan | Neuseeland | 1        | 4        | 2        | 16,50    | 2/33     | 0        | 0        |
| Grant Elliott        | Neuseeland | 1        | 1        | 1        | 7,00     | 1/7      | 0        | 0        |
| Ish Sodhi            | Neuseeland | 1        | 4        | 1        | 15,00    | 1/15     | 0        | 0        |
| James Neesham        | Neuseeland | 1        | 3        | 1        | 21,00    | 1/21     | 0        | 0        |
| Nathan McCullum      | Neuseeland | 1        | 4        | 1        | 25,00    | 1/25     | 0        | 0        |
| Graeme Cremer        | Simbabwe   | 1        | 3        | 1        | 28,00    | 1/28     | 0        | 0        |
| Taurai Muzarabani    | Simbabwe   | 1        | 3        | 1        | 34,00    | 1/34     | 0        | 0        |

## Player of the Series
Als Player of the Series wurden die folgenden Spieler ausgezeichnet.
| Serie | Player of the Series |
| ----- | -------------------- |
| ODI   | Kane Williamson      |
| T20   | Craig Ervine         |

### Player of the Match
Als Player of the Match wurden die folgenden Spieler ausgezeichnet.
| Spiel  | Player of the Match       |
| ------ | ------------------------- |
| 1. ODI | Craig Ervine              |
| 2. ODI | Martin Guptill Tom Latham |
| 3. ODI | Kane Williamson           |
| 1. T20 | George Worker             |